# ÜWG Odenwaldkreis
Die Überparteiliche Wählergemeinschaft Odenwaldkreis (ÜWG Odenwaldkreis) ist eine freie Wählervereinigung mit bürgerlicher Ausrichtung im Odenwaldkreis. Sie ist im Kreistag als drittstärkste Fraktion vertreten.
Auf Gemeindeebene bestehen im Odenwaldkreis teilweise eigene freie Wählervereinigungen, die ebenfalls ÜWG im Namen tragen.

## Historie
Die ÜWG Odenwaldkreis wurde am 9. September 1956 von Vertretern der überparteilichen Gemeindelisten in Beerfelden, Erbach, Michelstadt, Höchst, Neustadt, Hainstadt, Lützel-Wiebelsbach, Steinbach und Zell gegründet. Initiator dieser Zusammenkunft war Erwin Hasenzahl, Bürgermeister der Stadt Michelstadt.
Die ÜWG reichte daraufhin einen eigenen Wahlvorschlag für die Kreistagswahl des damaligen Landkreises Erbach am 28. Oktober 1956 ein. Bei dieser Wahl erreichte sie auf Anhieb 8 Sitze und wurde damit zweitstärkste Fraktion vor der CDU (5 Sitze) und hinter der SPD, welche mit 18 Sitzen die absolute Mehrheit erreichte. Bei den folgenden Wahlen erreichte die ÜWG stets 5 oder 6 Sitze. 2011 erreichte sie mit 9 Sitzen ein neues Hoch.
Für die Landratswahl am 8. März 2009 schickte die ÜWG einen eigenen Kandidaten ins Rennen. Dietrich Kübler scheiterte hierbei mit 47,9 % knapp an der absoluten Mehrheit. In der fälligen Stichwahl am 29. März 2009 erreichte Kübler mit 86,6 % ein eindeutiges Ergebnis, da die ebenfalls „für die Stichwahl qualifizierte“ Gegenkandidatin Erika Ober ihre Kandidatur zurückzog. Er trat zum 1. September 2009 sein Amt an und beendete damit die Ära der SPD, welche vorher über 60 Jahre den Landrat des Landkreises Erbach bzw. des Odenwaldkreises stellte. Kübler war bis zum 31. August 2015 im Amt. Nachfolger wurde Frank Matiaske (SPD), welcher die Wahl am 15. März 2015 mit 58,9 % gegen den bisherigen Amtsinhaber gewann.
Bei den Kommunalwahlen in Hessen 2016 sank der Stimmanteil um 3,8 Prozent auf 13,7 Prozent, die Partei erreichte nur noch sieben Sitze. Bei der Kreistagswahl 2021 gewann die ÜWG 2,9 Prozent auf 16,6 Prozent hinzu und ist mit acht Sitzen vertreten. Sie ist zudem im Rahmen einer „Modernisierungspartnerschaft“ an der „Odenwald-Koalition“ mit SPD und FDP beteiligt.

## Kreistagswahlergebnisse
| Kreistagswahlergebnisse | Kreistagswahlergebnisse | Kreistagswahlergebnisse | Kreistagswahlergebnisse                 |
| Jahr                    | Stimmen                 | Sitze                   | Anmerkung                               |
| ----------------------- | ----------------------- | ----------------------- | --------------------------------------- |
| 1956                    |                         | 8/31                    |                                         |
| 1960                    |                         | 6.5/31                  | 6 oder 7 (widersprüchliche Quellenlage) |
| 1964                    |                         | 5/31                    |                                         |
| 1968                    |                         | 5/31                    |                                         |
| 1972                    |                         | 6/51                    | Kreisgebietsvergrößerung                |
| 1977                    |                         | 5/51                    |                                         |
| 1981                    |                         | 5/51                    |                                         |
| 1985                    |                         | 6/51                    |                                         |
| 1989                    |                         | 6/51                    |                                         |
| 1993                    |                         | 6/51                    |                                         |
| 1997                    | 11,8 %                  | 6/51                    |                                         |
| 2001                    | 12,0 %                  | 6/51                    |                                         |
| 2006                    | 10,6 %                  | 5/51                    |                                         |
| 2011                    | 17,5 %                  | 9/51                    |                                         |
| 2016                    | 13,7 %                  | 7/51                    |                                         |
| 2021                    | 16,6 %                  | 8/51                    |                                         |